# ATP-toernooi van Genève
Het ATP-toernooi van Genève (ook bekend onder de naam Gonet Geneva Open) is een tennistoernooi van de ATP-Tour dat tussen 1979 en 1991 plaatsvond op de gravelbuitenbanen van Tennis Club de Genève Eaux-Vives in de Zwitserse stad Genève.
Het toernooi wordt gespeeld op de Tennis Club de Genève op het Parc des Eaux-Vives, de oudste en grootste tennisclub van Zwitserland.
Tot de terugkeer van het toernooi in 2015 werd het toeschouwersrecord gevestigd in 1981, het jaar van de aanwezigheid van Björn Borg. Björn Borg zou in Genève zijn 64e en laatste titel uit zijn carrière winnen. Het toernooi van 1981 trok 24.000 toeschouwers.

## Geschiedenis
Van 1980 tot en met 1991 werd er in Genève een graveltoernooi georganiseerd in de maand september. In 1992 werd de licentie verkocht aan het ATP-toernooi van Keulen.
In 2015 brachten oud-tennissers Ion Țiriac & Rainer Schüttler, die licentiehouder waren van het ATP-toernooi van Düsseldorf het toernooi terug naar Genève. Het toernooi van Düsseldorf behaalde niet de gewenste financiële resultaten, waarna de licentiehouders op zoek gingen naar een nieuwe 'huurder'. Uit 3 opties kozen zij voor Genève. Deze keuze is niet los te zien van het feit dat Rainer Schüttler in 2015 al voor 15 jaar in Zwitserland woonde en tevens Zwitsers staatsburger wil worden.

## Finales

### Enkelspel
| Datum      | Naam                            | Categorie     | ($/€)         | Ondergrond     | Winnaar                                | Verliezend finalist                    | Uitslag                                |                                        |
| ---------- | ------------------------------- | ------------- | ------------- | -------------- | -------------------------------------- | -------------------------------------- | -------------------------------------- | -------------------------------------- |
| 22-09-1980 | Martini Open                    |               | $ 75.000      | gravel, buiten | Balázs Taróczy                         | Adriano Panatta                        | 6-3, 6-2                               | details                                |
| 21-09-1981 | Martini Open                    |               | $ 75.000      | gravel, buiten | Björn Borg                             | Tomáš Šmíd                             | 6-4, 6-3                               | details                                |
| 20-09-1982 | Martini Open                    |               | $ 75.000      | gravel, buiten | Mats Wilander (1)                      | Tomáš Šmíd                             | 7-5, 4-6, 6-4                          | details                                |
| 19-09-1983 | Martini Open                    |               | $ 75.000      | gravel, buiten | Mats Wilander (2)                      | Henrik Sundström                       | 3-6, 6-1, 6-3                          | details                                |
| 17-09-1984 | Martini Open                    |               | $ 100.000     | gravel, buiten | Aaron Krickstein                       | Henrik Sundström                       | 6-7, 6-1, 6-4                          | details                                |
| 16-09-1985 | Martini Open                    |               | $ 100.000     | gravel, buiten | Tomáš Šmíd                             | Mats Wilander                          | 6-4, 6-4                               | details                                |
| 08-09-1986 | Martini Open                    |               | $ 231.000     | gravel, buiten | Henri Leconte                          | Thierry Tulasne                        | 7-5, 6-3                               | details                                |
| 14-09-1987 | Geneva Open                     |               | $ 231.000     | gravel, buiten | Claudio Mezzadri                       | Tomáš Šmíd                             | 6-4, 7-5                               | details                                |
| 19-09-1988 | Geneva Open                     |               | $ 190.000     | gravel, buiten | Marián Vajda                           | Kent Carlsson                          | 6-4, 6-4                               | details                                |
| 11-09-1989 | Geneva Open                     |               | $ 190.000     | gravel, buiten | Marc Rosset                            | Guillermo Pérez Roldán                 | 6-4, 7-5                               | details                                |
| 10-09-1990 | Geneva Open                     | World Series  | $ 225.000     | gravel, buiten | Horst Skoff                            | Sergi Bruguera                         | 7-6, 7-6                               | details                                |
| 09-09-1991 | Geneva Open                     | World Series  | $ 225.000     | gravel, buiten | Thomas Muster                          | Horst Skoff                            | 6-2, 6-4                               | details                                |
| 1992-2014  | geen toernooi                   | geen toernooi | geen toernooi | geen toernooi  | geen toernooi                          | geen toernooi                          | geen toernooi                          | geen toernooi                          |
| 17-05-2015 | Geneva Open                     | ATP 250       | € 439.405     | gravel, buiten | Thomaz Bellucci                        | João Sousa                             | 7-6, 6-4                               | details                                |
| 15-05-2016 | Banque Eric Sturdza Geneva Open | ATP 250       | € 499.645     | gravel, buiten | Stanislas Wawrinka (1)                 | Marin Čilić                            | 6-4, 7-6                               | details                                |
| 27-05-2017 | Banque Eric Sturdza Geneva Open | ATP 250       | € 482.060     | gravel, buiten | Stanislas Wawrinka (2)                 | Mischa Zverev                          | 4-6, 6-3, 6-3                          | details                                |
| 26-05-2018 | Banque Eric Sturdza Geneva Open | ATP 250       | € 501.345     | gravel, buiten | Márton Fucsovics                       | Peter Gojowczyk                        | 6-2, 6-2                               | details                                |
| 25-05-2019 | Banque Eric Sturdza Geneva Open | ATP 250       | € 524.340     | gravel, buiten | Alexander Zverev                       | Nicolás Jarry                          | 6-3, 3-6, 7-6(8)                       | details                                |
| 2020       | Banque Eric Sturdza Geneva Open | ATP 250       | € 542.695     | gravel, buiten | Geen toernooi wegens de coronapandemie | Geen toernooi wegens de coronapandemie | Geen toernooi wegens de coronapandemie | Geen toernooi wegens de coronapandemie |
| 22-05-2021 | Banque Eric Sturdza Geneva Open | ATP 250       | € 481.270     | gravel, buiten | Casper Ruud (1)                        | Denis Shapovalov                       | 7-6(6), 6-4                            | details                                |
| 21-05-2022 | Gonet Geneva Open               | ATP 250       | € 534.555     | gravel, buiten | Casper Ruud (2)                        | João Sousa                             | 7-6(3), 4-6, 7-6(1)                    | details                                |
| 26-05-2023 | Gonet Geneva Open               | ATP 250       | € 562.815     | gravel, buiten | Nicolás Jarry                          | Grigor Dimitrov                        | 7–6(1), 6–1                            | details                                |
| 25-05-2024 | Gonet Geneva Open               | ATP 250       | € 579.320     | gravel, buiten | Casper Ruud (3)                        | Tomáš Macháč                           | 7-5, 6-3                               | details                                |

### Dubbelspel
| Datum      | Naam                            | Categorie     | ($/€)         | Ondergrond     | Winnaars                                  | Verliezend finalisten                     | Uitslag                                |                                        |
| ---------- | ------------------------------- | ------------- | ------------- | -------------- | ----------------------------------------- | ----------------------------------------- | -------------------------------------- | -------------------------------------- |
| 22-09-1980 | Martini Open                    |               | $ 75.000      | gravel, buiten | Željko Franulović Balázs Taróczy (1)      | Heinz Günthardt Markus Günthardt          | 6-4, 4-6, 6-4                          | details                                |
| 21-09-1981 | Martini Open                    |               | $ 75.000      | gravel, buiten | Heinz Günthardt Balázs Taróczy (2)        | Pavel Složil Tomáš Šmíd                   | 6-4, 3-6, 6-2                          | details                                |
| 20-09-1982 | Martini Open                    |               | $ 75.000      | gravel, buiten | Pavel Složil Tomáš Šmíd (1)               | Carl Limberger Mike Myburg                | 6-4, 6-0                               | details                                |
| 19-09-1983 | Martini Open                    |               | $ 75.000      | gravel, buiten | Stanislav Birner Blaine Willenborg        | Joakim Nyström Mats Wilander              | 6-1, 2-6, 6-3                          | details                                |
| 17-09-1984 | Martini Open                    |               | $ 100.000     | gravel, buiten | Michael Mortensen Mats Wilander           | Libor Pimek Tomáš Šmíd                    | 6-1, 3-6, 7-5                          | details                                |
| 16-09-1985 | Martini Open                    |               | $ 100.000     | gravel, buiten | Sergio Casal Emilio Sánchez               | Carlos Kirmayr Cássio Motta               | 6-4, 4-6, 7-5                          | details                                |
| 08-09-1986 | Martini Open                    |               | $ 231.000     | gravel, buiten | Andreas Maurer Jörgen Windahl             | Gustavo Luza Gustavo Tiberti              | 6-4, 3-6, 6-4                          | details                                |
| 14-09-1987 | Geneva Open                     |               | $ 231.000     | gravel, buiten | Ricardo Acioly Luiz Mattar                | Mansour Bahrami Diego Pérez               | 3-6, 6-4, 6-2                          | details                                |
| 19-09-1988 | Geneva Open                     |               | $ 190.000     | gravel, buiten | Mansour Bahrami Tomáš Šmíd (2)            | Gustavo Luza Guillermo Pérez Roldán       | 6-4, 6-3                               | details                                |
| 11-09-1989 | Geneva Open                     |               | $ 190.000     | gravel, buiten | Andrés Gómez Alberto Mancini              | Mansour Bahrami Guillermo Pérez Roldán    | 6-3, 7-5                               | details                                |
| 10-09-1990 | Geneva Open                     | World Series  | $ 225.000     | gravel, buiten | Pablo Albano David Engel                  | Neil Borwick David Lewis                  | 6-3, 7-6                               | details                                |
| 09-09-1991 | Geneva Open                     | World Series  | $ 225.000     | gravel, buiten | Sergi Bruguera Marc Rosset                | Per Henricsson Ola Jonsson                | 3-6, 6-3, 6-2                          | details                                |
| 1992-2014  | geen toernooi                   | geen toernooi | geen toernooi | geen toernooi  | geen toernooi                             | geen toernooi                             | geen toernooi                          | geen toernooi                          |
| 17-05-2015 | Geneva Open                     | ATP 250       | € 439.405     | gravel, buiten | Juan Sebastián Cabal Robert Farah Maksoud | Raven Klaasen Lu Yen-hsun                 | 7-5, 4-6, [10-7]                       | details                                |
| 15-05-2016 | Banque Eric Sturdza Geneva Open | ATP 250       | € 499.645     | gravel, buiten | Steve Johnson Sam Querrey                 | Raven Klaasen Rajeev Ram                  | 6-4, 6-1                               | details                                |
| 27-05-2017 | Banque Eric Sturdza Geneva Open | ATP 250       | € 482.060     | gravel, buiten | Jean-Julien Rojer Horia Tecău             | Juan Sebastián Cabal Robert Farah Maksoud | 2-6, 7-6(9), [10-6]                    | details                                |
| 26-05-2018 | Banque Eric Sturdza Geneva Open | ATP 250       | € 501.345     | gravel, buiten | Oliver Marach (1) Mate Pavić (1)          | Ivan Dodig Rajeev Ram                     | 3-6, 7-6(3), [11-9]                    | details                                |
| 25-05-2019 | Banque Eric Sturdza Geneva Open | ATP 250       | € 524.340     | gravel, buiten | Oliver Marach (2) Mate Pavić (2)          | Matthew Ebden Robert Lindstedt            | 6-4, 6-4                               | details                                |
| 2020       | Banque Eric Sturdza Geneva Open | ATP 250       | € 542.695     | gravel, buiten | Geen toernooi wegens de coronapandemie    | Geen toernooi wegens de coronapandemie    | Geen toernooi wegens de coronapandemie | Geen toernooi wegens de coronapandemie |
| 22-05-2021 | Banque Eric Sturdza Geneva Open | ATP 250       | € 481.270     | gravel, buiten | John Peers Michael Venus (1)              | Simone Bolelli Máximo González            | 6-2, 7-5                               | details                                |
| 21-05-2022 | Gonet Geneva Open               | ATP 250       | € 534.555     | gravel, buiten | Nikola Mektić Mate Pavić (3)              | Pablo Andújar Matwé Middelkoop            | 2-6, 6-2, [10-3]                       | details                                |
| 26-05-2023 | Gonet Geneva Open               | ATP 250       | € 562.815     | gravel, buiten | Jamie Murray Michael Venus (2)            | Marcel Granollers Horacio Zeballos        | 7–6(6), 7–6(3)                         | details                                |
| 25-05-2024 | Gonet Geneva Open               | ATP 250       | € 579.320     | gravel, buiten | Marcelo Arévalo Mate Pavić (4)            | Lloyd Glasspool Jean-Julien Rojer         | 7–6(6), 7–5                            | details                                |

## Statistieken

### Meeste enkelspeltitels
| Aantal titels | Speler             | Jaren            |
| ------------- | ------------------ | ---------------- |
| 3             | Casper Ruud        | 2021, 2022, 2024 |
| 2             | Mats Wilander      | 1982, 1983       |
| 2             | Stanislas Wawrinka | 2016, 2017       |

(Bijgewerkt t/m 2024)

### Meeste enkelspeltitels per land
| Aantal titels | Land              |
| ------------- | ----------------- |
| 4             | Zwitserland       |
| 3             | Zweden            |
| 3             | Hongarije         |
| 3             | Oostenrijk        |
| 3             | Tsjecho-Slowakije |

(Bijgewerkt t/m 2024)

### Enkel- en dubbelspeltitel in hetzelfde jaar
| Tennisser      | Jaar |
| -------------- | ---- |
| Balázs Taróczy | 1980 |

1980 · 1981 · 1982 · 1983 · 1984 · 1985 · 1986 · 1987 · 1988 · 1989 · 1990 · 1991 · 1992–2014 · 2015 · 2016 · 2017 · 2018 · 2019 · 2020 · 2021 · 2022 · 2022 · 2023 · 2024
 World Team Cup (Düsseldorf) (1978-2012) →  Düsseldorf (2013-2014) →  Genève (2015-heden)
 Genève (1980-1991) →  Keulen (1992) →  Boekarest (1993-2016) →  Boedapest (2017-2020) →  Belgrado (2021-2022) →  Banja Luka (2023) →  Boekarest (2024-heden)
ITF-toernooien (mannen en vrouwen)

ATP-toernooien (mannen) – ATP-seizoen 2025

WTA-toernooien (vrouwen) – WTA-seizoen 2025

Voormalige toernooien mannen
Voormalige toernooien vrouwen
Voormalige amateurtoernooien